# Scythès (mythologie)
Pour les articles homonymes, voir Scythès.
Dans la mythologie grecque, Scythès (en grec ancien Σκύθης / Skúthês) est le fils cadet d'Héraclès et d'Échidna, un monstre hybride (mi-femme mi-serpent), frère d'Agathyrsos et de Gélonos.
Il est le héros éponyme des Scythes (sous ce terme, on désigne tous les peuples vivant à l'est et au nord de l'Europe — Russie comprise).

## Mythe
Hérodote relate trois légendes différentes concernant l'origine des Scythes. Parmi celles-ci, il en attribue une aux Grecs pontiques. Elle semble être une transmission fidèle d'une source scythe : 
Après qu'Héraclès se soit accouplé avec le monstre Échidna, cette dernière met au monde trois garçons. Puis vient le moment pour Héraclès de continuer sa route. Mais le jour du départ, Échidna demande à son amant ce qu’elle devrait faire de leurs enfants, une fois parvenus à l'âge adulte. Héraclès prend l'un de ses deux arcs et son baudrier qu'il donne à Échidna. Il ajouta que celui des trois qui parviendrait à positionner le baudrier et à bander l’arc comme lui-même le fait, deviendrait le roi du pays. Les deux autres frères devraient alors s’exiler. Quand ils parviennent à l'âge adulte, Échidna rassemble ses trois enfants, Agathyrsos, Gélonos et Scythès. Le test peut alors commencer. Seul Scythès parvint à réussir les deux épreuves. Comme l'a exigé Héraclès, Échidna offre le pouvoir suprême au vainqueur, tandis que ses deux autres enfants s’exilent. À ce moment, Scythès donna son nom à cette région et à son peuple.

## Source
- Hérodote, Histoires [détail des éditions] [lire en ligne] (IV, 9–10).